# Jan Mayen
Jan Mayen je gotovo nenaseljeni vulkanski otok (20 osoba) izmeđi Islanda, Grenlanda, Svalbarda i obale Norveške. Sjeverno i zapadno od otoka se nalazi Grenlandsko more (Arktički ocean), a južno i istočno Norveško more (Atlantski ocean). Otok pripada kraljevini Norveškoj.

## Povijest
Postoje indicije da je irski svećenik Brendan bio u blizini Jan Mayena u 6. stoljeću. Također postoje indicije da su Vikinzi znali za postojanje ovog otoka. Danas je nemoguće potvrditi istinitost ovih navoda. U modernu europsku povijest Jan Mayen ulazi u 16. stoljeću kada mnogi engleski i nizozemski kitolovci počinju ploviti u blizini otoka. Pri otkriću ovog otoka u 1607. godini Henry Hudson ga je nazvao Hudson's Touches ili skraćeno Touches. Hudson nije bio jedini koji je pretendirao na otkriće ovog otoka. Tako su engleski kitolovci u 1611. dali otoku ime Trinity Island. Francuski kitolovac Jean Vrolicq mu je u 1612. dao ime Île de Richelieu. Godine 1614. otok je engleski kapetan John Clarke preimenovao u Isabelle. Ali ni ovo ime nije bilo dugotrajno. Iste godine nizozemski kapetan Joris Carolus ga je nazvao Jan Meys Hoeck. Današnje ime vuče svoje porijeklo iz ovog imena.
Ubrzo nakon svog otkrića nizozemski kitolovci su na otoku uspostavili više baza. U ljetnim mjesecima na otoku je boravilo do 1000 kitolovaca. Sredinom 16. stoljeća zbog naglog pada broja kitova u vodama oko Jan Mayena kitolovci su napustili otok. Tijekom sljedećih 230 godina otok je bio nenaseljen. Početkom 20. stoljeća norveški su lovci na lisice počeli boraviti na otoku tijekom zimskih mjeseci. Norveška je službeno anektirala otok 8. svibnja 1929. godine.

## Administracija
Povijesno unutar Norveške, Jan Mayen je činio jednu političku cjelinu zajedno sa Svalbardom. Danas za razliku od Svalbarda, Jan Mayen nema poseban status unutar Norveške. Kao takav Jan Mayen nema vladu ili neke druge političke institucije izvan Norveških institucija. Dio je norveškog kantona Nordland.

## Političke podjele
Norveška je podjeljena u više oblasti ili kantona (Norveški fylke). Do 1. siječnja 1995. godine Jan Mayenom je upravljao guverner Svalbarda. Poslije ovog datuma Jan Mayen je administrativno postao dio kantona Nordland i njime upravlja guverner (Norveški fylkesmann) Nordlanda.

## Zemljopis
Jan Mayen je vulkanski otok u sjevernom Atlantskom oceanu. Sastoji se od dva dijela, Nord-Jan (u prijevodu Sjeverni-Jan) i Sør-Jan (Južni-Jan). More koje okružuje otok sa svih strana utječe u velikoj mjeri na vremenske prilike na otoku. Prosječna zimska temperatura na otoku je –5 °C. Ljetna prosječna temperatura iznosi 5 °C. Životinjski svijet na otoku je veoma oskudan i sastoji se većinom od ptica. Biljni svijet sačinjavaju većinom različite vrste mahovina. 
Na sjeveru se otoka nalazi najsjeverniji aktivni vulkan na svijetu – Beerenberg. Zadnja erupcija ovog vulkana se dogodila u 1985. godini. Vulkan je prekriven ledenjakom.

### Flora
Na Jan Mayenu popisano je 59 biljnih vrsta, od toga, jedna uvezena i tri endemska maslačka.
1. Huperzia selago subsp. selago (L.) Bernh.
2. Equisetum arvense subsp. arvense L.
3. Cystopteris fragilis subsp. fragilis (L.) Bernh.
4. Luzula arcuata subsp. arcuata (Wahlenb.) Sw.
5. Luzula confusa Lindeb.
6. Carex bigelowii subsp. bigelowii Torr. ex Schwein.
7. Carex lachenalii subsp. lachenalii Schkuhr
8. Carex maritima Gunnerus
9. Koeleria spicata subsp. spicata (L.) Barberá, Quintanar, Soreng, & P. M. Peterson
10. Calamagrostis stricta (Timm) Koeler
11. Festuca rubra subsp. rubra L.
12. Festuca vivipara (L.) Sm.
13. Phippsia algida (Solander) R. Br.
14. Puccinellia nutkaensis (J. Presl) Fernald & Weath.
15. Poa alpigena (Fr.) Lindm.
16. Poa alpina subsp. vivipara, uvezena
17. Poa glauca subsp. glauca Vahl
18. Ranunculus glacialis L.
19. Ranunculus hyperboreus Rottb.
20. Ranunculus pygmaeus Wahlenb.
21. Micranthes foliolosa (R. Br.) Gornall
22. Micranthes nivalis (L.) Small
23. Micranthes tenuis (Wahlenb.) Small
24. Saxifraga cernua L.
25. Saxifraga cespitosa subsp. cespitosa L.
26. Saxifraga oppositifolia subsp. oppositifolia L.
27. Saxifraga rivularis subsp. rivularis L.
28. Salix herbacea L.
29. Potentilla crantzii subsp. crantzii (Crantz) Beck ex Fritsch
30. Alchemilla glomerulans Buser
31. Epilobium anagallidifolium Lam.
32. Arabis alpina L.
33. Draba alpina L.
34. Draba nivalis Lilj.
35. Draba norvegica Gunnerus
36. Cardamine bellidifolia L.
37. Cardamine pratensis subsp. pratensis L.
38. Cochlearia groenlandica L.
39. Bistorta vivipara (L.) Delarbre
40. Koenigia islandica L.
41. Oxyria digyna (L.) Hill
42. Silene acaulis subsp. acaulis (L.) Jacq.
43. Dichodon cerastoides (L.) Rchb.
44. Cerastium alpinum L.
45. Cerastium nigrescens (H. C. Watson) Edmondston ex H. C. Watson
46. Honckenya peploides subsp. peploides (L.) Ehrh.
47. Cherleria biflora (L.) A. J. Moore & Dillenb.
48. Sagina caespitosa (J. Vahl) Lange
49. Sagina nivalis (Lindblad) Fr.
50. Sabulina rubella (Wahlenb.) Dillenb. & Kadereit
51. Empetrum hermaphroditum Hagerup
52. Veronica alpina subsp. alpina L.
53. Mertensia maritima subsp. maritima (L.) Gray
54. Taraxacum brachyrhynchum G. E. Haglund, endem
55. Taraxacum croceum Dahlst.
56. Taraxacum cymbifolium H. Lindb. ex Dahlst.
57. Taraxacum recedens (Dahlst.) G. E. Haglund, endem
58. Taraxacum torvum G. E. Haglund, endem
59. Omalotheca supina (L.) DC.

## Gospodarstvo
Otok ne sadrži prirodne resurse koji se mogu iskoristiti u privredno-ekonomske svrhe. Ekonomska aktivnost se svodi na meterološku stanicu, manju vojnu bazu norveške vojske i pružanje usluga osoblju ove dvije baze. Zbog djelovanja golfske struje većina vremenskih ciklona koji zahvaćaju Europu nastaju iznad Jan Mayena. Zbog ovoga se meterološka stanica na Jan Mayenu smatra jednom od najvažnijih u Europi. 
Obala Jan Mayena je 124,1 kilometara duga i na njoj nema luka. Na otoku se nalazi ne asfaltirana zračna luka preko koje se dopremaju namirnice i ostali materijal za osoblje stacionirano na otoku. Od velike važnosti za Norvešku je ribolovna zona oko Jan Mayena koja se prostire na 296.611 kvadratnih kilometara. Do 1988. godine postojao je spor između Danske i Norveške oko ribolovnih zona između Grenlanda i Jan Mayena.
Jan Majenu je zajedno sa Svalbardom dodijeljena internet domena .sj. Trenutno ova domena nije u upotrebi.

## Stanovništvo
Prije otkrića ovog otoka u 16. stoljeću otok je bio potpuno nenaseljen. Danas Jan Mayen ima 20 stanovnika. Svi stanovnici su porijeklom iz Norveške i na otoku borave kao dio posade meterološke ili vojne baze.

## Kultura
Na otoku nema značajnih kulturnih događanja. Za vrijeme prve Internacionalne Polarne godine u 1855. / 1856. godini Austro-Ugarska polarna ekspedicija je boravila na otoku gotovo godinu dana.

## Zanimljivosti
Na Jan Mayenu se je 1882. godine iskrcala austro-ugarska polarna ekspedicija koja se je zaputila proljeća 1881. na sjever. Iskrcala je istraživače i dio osoblja. Među njima je bio pomorac iz Viškovića Toma Višković, zvani Šturlo, koji je umro na ekspediciji od sušice 15. srpnja 1882. i pokopan na tom otoku. Grob mu obilježava križ ljudske veličine, koji stoji i danas. Grob Tome Viškovića je najsjeverniji hrvatski grob.

## Vanjske poveznice
- Službena Internet prezentacija otoka (Norveški i Engleski)  Arhivirana inačica izvorne stranice od 22. srpnja 2011. (Wayback Machine)
- Ovo je Jan Mayen, Privatna stranica o otoku (Norveški)